# Grand Champions Cup femminile 1997
La Grand Champions Cup 1997 si è svolta dal 14 al 23 novembre 1997 a Hiroshima, Osaka e Tokyo, in Giappone: al torneo hanno partecipato sei squadre nazionali e la vittoria finale è andata per la prima volta alla Russia.

## Impianti
|                                                                                             |                                                                   |                                                                               |
|                                                                                             |                                                                   |                                                                               |
| Hiroshima Prefectural Sports Center Città: Hiroshima Capienza: 10 000 Anno d'apertura: 1994 | Osaka-jō Hall Città: Osaka Capienza: 16 000 Anno d'apertura: 1983 | Yoyogi National Gymnasium Città: Tokyo Capienza: 13 291 Anno d'apertura: 1964 |

## Regolamento

### Formula
Le squadre hanno disputato un'unica fase con formula del girone all'italiana.

### Criteri di classifica
Sono stati assegnati 2 punti alla squadra vincente e 1 a quella sconfitta.
L'ordine del posizionamento in classifica è stato definito in base a:
- Punti;
- Ratio dei set vinti/persi;
- Ratio dei punti realizzati/subiti;
- Risultati degli scontri diretti.

## Squadre partecipanti
| Squadra       | Qualificazione                             | Ultima partecipazione |
| ------------- | ------------------------------------------ | --------------------- |
| Brasile       | 1ª al campionato sudamericano 1997         | Debutto               |
| Cina          | 1ª al campionato asiatico e oceaniano 1997 | Giappone 1993         |
| Corea del Sud | Wild card                                  | Debutto               |
| Cuba          | 1ª al campionato nordamericano 1997        | Giappone 1993         |
| Giappone      | Paese organizzatore                        | Giappone 1993         |
| Russia        | 1ª al campionato europeo 1997              | Giappone 1993         |

## Torneo

### Risultati
| 14 novembre 1997 Osaka-jō Hall, Osaka Durata: ? - Spettatori: ?               | Brasile       | 1 - 3 | Cuba          | 13-15, 8-15, 15-12, 9-15       |
| 14 novembre 1997 Osaka-jō Hall, Osaka Durata: ? - Spettatori: ?               | Russia        | 3 - 0 | Cina          | 15-5, 15-7, 15-3               |
| 14 novembre 1997 Osaka-jō Hall, Osaka Durata: ? - Spettatori: ?               | Giappone      | 1 - 3 | Corea del Sud | 15-12, 15-7, 13-15, 15-10      |
| 16 novembre 1997 Osaka-jō Hall, Osaka Durata: ? - Spettatori: ?               | Corea del Sud | 0 - 3 | Brasile       | 14-16, 4-15, 3-15              |
| 16 novembre 1997 Osaka-jō Hall, Osaka Durata: ? - Spettatori: ?               | Russia        | 3 - 0 | Giappone      | 15-3, 15-7, 27-25              |
| 16 novembre 1997 Osaka-jō Hall, Osaka Durata: ? - Spettatori: ?               | Cina          | 2 - 3 | Cuba          | 15-9, 15-11, 7-15, 8-15, 10-15 |
| 18 novembre 1997 Hiroshima Sports Center, Hiroshima Durata: ? - Spettatori: ? | Cuba          | 3 - 0 | Corea del Sud | 15-8, 15-10, 15-2              |
| 18 novembre 1997 Hiroshima Sports Center, Hiroshima Durata: ? - Spettatori: ? | Brasile       | 2 - 3 | Russia        | 15-7, 7-15, 15-9, 7-15, 10-15  |
| 18 novembre 1997 Hiroshima Sports Center, Hiroshima Durata: ? - Spettatori: ? | Giappone      | 1 - 3 | Cina          | 4-15, 15-10, 13-15, 8-15       |
| 21 novembre 1997 Yoyogi National Gymnasium, Tokyo Durata: ? - Spettatori: ?   | Russia        | 3 - 1 | Cuba          | 15-9, 13-15, 15-6, 15-9        |
| 21 novembre 1997 Yoyogi National Gymnasium, Tokyo Durata: ? - Spettatori: ?   | Cina          | 3 - 0 | Corea del Sud | 15-6, 15-12, 15-5              |
| 21 novembre 1997 Yoyogi National Gymnasium, Tokyo Durata: ? - Spettatori: ?   | Giappone      | 0 - 3 | Brasile       | 13-15, 1-15, 9-15              |
| 23 novembre 1997 Yoyogi National Gymnasium, Tokyo Durata: ? - Spettatori: ?   | Cuba          | 3 - 0 | Giappone      | 15-7, 15-13, 17-15             |
| 23 novembre 1997 Yoyogi National Gymnasium, Tokyo Durata: ? - Spettatori: ?   | Corea del Sud | 0 - 3 | Russia        | 6-15, 11-15, 5-15              |
| 23 novembre 1997 Yoyogi National Gymnasium, Tokyo Durata: ? - Spettatori: ?   | Brasile       | 3 - 0 | Cina          | 15-6, 15-6, 15-9               |

### Classifica
| Pos | Squadra       | Pt | G | V | P | SV | SP | Ratio | PF  | PS  | Ratio |
| --- | ------------- | -- | - | - | - | -- | -- | ----- | --- | --- | ----- |
| 1   | Russia        | 10 | 5 | 5 | 0 | 15 | 3  | 5.000 | 266 | 165 | 1.612 |
| 2   | Cuba          | 9  | 5 | 4 | 1 | 13 | 6  | 2.166 | 253 | 213 | 1.187 |
| 3   | Brasile       | 8  | 5 | 3 | 2 | 12 | 6  | 2.000 | 235 | 183 | 1.284 |
| 4   | Cina          | 7  | 5 | 2 | 3 | 8  | 10 | 0.800 | 191 | 218 | 0.876 |
| 5   | Giappone      | 6  | 5 | 1 | 4 | 4  | 13 | 0.307 | 191 | 248 | 0.770 |
| 6   | Corea del Sud | 5  | 5 | 0 | 5 | 1  | 15 | 0.066 | 130 | 239 | 0.543 |

## Podio

### Campione
Formazione: 1 Elena Vasilevskaja, 2 Natalija Morozova, 3 Elena Batuchtina, 4 Elena Godina, 5 Evgenija Artamonova, 6 Ol'ga Čukanova, 7 Tat'jana Gračëva, 8 Elizaveta Tiščenko, 9 Anastasija Belikova, 10 Natal'ja Safronova, 11 Anna Artamonova, 12 Irina Tebenichina, CT: Nikolaj Karpol'

## Classifica finale
| Pos | Squadra       |
| --- | ------------- |
|     | Russia        |
|     | Cuba          |
|     | Brasile       |
| 4   | Cina          |
| 5   | Giappone      |
| 6   | Corea del Sud |

## Premi individuali
| Premio                 | Nome                | Squadra  |
| ---------------------- | ------------------- | -------- |
| MVP                    | Evgenija Artamonova | Russia   |
| Miglior realizzatrice  | Evgenija Artamonova | Russia   |
| Miglior attaccante     | Regla Bell          | Cuba     |
| Miglior muro           | Anastasija Belikova | Russia   |
| Miglior servizio       | Natalija Morozova   | Russia   |
| Miglior palleggiatrice | Taismary Agüero     | Cuba     |
| Miglior ricevitrice    | Elena Batukhtina    | Russia   |
| Miglior difesa         | Hiroko Tsukumo      | Giappone |